# Пауль Гюттенраух
Пауль Гюттенраух (нім. Paul Hüttenrauch) — німецький льотчик-ас, унтерофіцер Імперської армії.

## Біографія
Учасник Першої світової війни. З лютого 1918 року літав у 7-й винищувальній ескадрильї на Fokker D.VII. Всього за час бойових дій здобув 8 перемог.

## Нагороди
- Залізний хрест 2-го і 1-го класу